# São Sebastião da Pedreira
São Sebastião da Pedreira é uma parte da cidade e antiga freguesia portuguesa do município de Lisboa, com 1,08 km² de área e 6 342 habitantes (2011). Densidade: 5 872,2 hab/km². Foi fundada em 1608, por desanexação da freguesia de Santa Justa. Em 1959, viu o seu território diminuir, devido à criação da freguesia de Nossa Senhora de Fátima.
Como consequência de nova reorganização administrativa, oficializada a 8 de novembro de 2012 e que entrou em vigor após as eleições autárquicas de 2013, foi determinada a extinção da freguesia, passando o seu território integralmente para a nova freguesia das Avenidas Novas, correspondendo esta última, com muito poucas diferenças, à configuração da freguesia de São Sebastião da Pedreira anterior a 1959.
Durante várias décadas, foi a freguesia com maior número de nascimentos em toda a área metropolitana de Lisboa, por nela se situar a Maternidade Alfredo da Costa.

## População
★ No censo de 1864 designava-se São sebastião da Pedreira (extra-muros) no extinto concelho de Belém e São Sebastião da Pedreira (intra-muros) no concelho de Lisboa (Bairro Alto).

| Nº de habitantes | Nº de habitantes | Nº de habitantes | Nº de habitantes | Nº de habitantes | Nº de habitantes | Nº de habitantes | Nº de habitantes | Nº de habitantes | Nº de habitantes | Nº de habitantes | Nº de habitantes | Nº de habitantes | Nº de habitantes | Nº de habitantes | Nº de habitantes |
| ---------------- | ---------------- | ---------------- | ---------------- | ---------------- | ---------------- | ---------------- | ---------------- | ---------------- | ---------------- | ---------------- | ---------------- | ---------------- | ---------------- | ---------------- | ---------------- |
| 1864             | 1878             | 1890             | 1900             | 1911             | 1920             | 1930             | 1940             | 1950             | 1960             | 1970             | 1981             | 1991             | 2001             | 2011             |                  |
| 3662             | 4928             | 7819             | 11907            | 22675            | 38829            | 61088            | 78838            | 86584            | 17259            | 13514            | 11904            | 7842             | 5871             | 6342             |                  |
|                  | +35%             | +59%             | +52%             | +90%             | +71%             | +57%             | +29%             | +10%             | -80%             | -22%             | -12%             | -34%             | -25%             | +8%              |                  |

|     | 0-14 anos  | 15-24 anos | 25-64 anos   | 65 e + anos  |
| Hab | 586 \| 800 | 641 \| 674 | 2926 \| 3333 | 1718 \| 1535 |
| Var | +37%       | +5%        | +14%         | -11%         |

## Património
- Conjunto de edifícios no Largo de São Sebastião da Pedreira
- Edifício na Praça Duque de Saldanha n.º 28-30 e Avenida da República, n.º 1
- Casa de Artur Prat
- Casa-Museu Dr. Anastácio Gonçalves (ou Casa de Malhoa)
- Maternidade Alfredo da Costa
- Igreja Matriz de São Sebastião da Pedreira
- Palácio Mendonça (ou Casa Ventura Terra)
- Palácio dos Guedes Quinhones
- Palácio de Vilalva
- Hotel Ritz, incluindo o património integrado
- Bairro Azul

## Arruamentos
A freguesia de São Sebastião da Pedreira continha 49 arruamentos. Eram eles:
| - Alameda Cardeal Cerejeira - Alameda Edgar Cardoso - Avenida António Augusto de Aguiar - Avenida Cinco de Outubro - Avenida da República - Avenida de Sidónio Pais - Avenida Duque d'Ávila - Avenida Fontes Pereira de Melo - Avenida Luís Bívar - Avenida Praia da Vitória - Avenida Ressano Garcia - Jardim Augusto Monjardino - Jardim Amália Rodrigues - Largo de São Sebastião da Pedreira - Parque Eduardo VII de Inglaterra - Praça do Duque de Saldanha - Praça do Marquês de Pombal | - Rua Andrade Corvo - Rua António Enes - Rua Augusto dos Santos - Rua Carlos Testa - Rua Castilho - Rua das Picoas - Rua de Artilharia Um - Rua de Ramalho Ortigão - Rua de São Sebastião da Pedreira - Rua Dom Francisco Manuel de Melo - Rua Doutor António Cândido - Rua Dr. Júlio Dantas - Rua Dr. Nicolau de Bettencourt - Rua Engenheiro Canto Resende - Rua Eugénio dos Santos - Rua Fialho de Almeida | - Rua Filipe Folque - Rua Henrique Alves - Rua Joaquim António de Aguiar - Rua Latino Coelho - Rua Marquês de Fronteira - Rua Marquês de Sá da Bandeira - Rua Marquês de Subserra - Rua Martens Ferrão - Rua Padre António Vieira - Rua Pedro Nunes - Rua Pinheiro Chagas - Rua Rodrigo da Fonseca - Rua Sampaio e Pina - Rua Tomás Ribeiro - Rua Viriato - Travessa de São Sebastião da Pedreira |

Existem ainda outro arruamento reconhecido pela Câmara:
- Túnel do Marquês[15]